# Nagy Dávid
Nagy Dávid (Budapest, 1999. július 14. –) olimpiai és Európa-bajnok magyar párbajtőrvívó.

## Sportpályafutása
A 2016-os újvidéki kadét Európa-bajnokságon a párbajtőrcsapat tagjaként (Andrásfi Tibor, Bende Bence, Koch Máté) aranyérmet szerzett. A 2022-es, Antalyában rendezett Európa-bajnokságon a párbajtőrcsapat tagjaként (Andrásfi Tibor, Koch Máté, Siklósi Gergely) 7. helyen végzett. A 2023. évi Európa-játékokon a férfi párbajtőrcsapat (Andrásfi Tibor, Siklósi Gergely, Koch) tagjaként aranyérmet nyert, ami egyben Európa-bajnoki címet is jelentett. A 2024-es párizsi olimpián A párbajtőr csapatversenyében a magyar csapat (Andrásfi Tibor, Siklósi Gergely, Koch) tagjaként aranyérmet szerzett, miután a negyeddöntőben Kazahsztánt (45–30), az elődöntőben a házigazda Franciaországot (45–30), a döntőben pedig a címvédő Japánt (26–25) is legyőzték.

## Eredményei
Magyar bajnokság
Egyéni
- aranyérmes: 2018, 2024
- ezüstérmes: 2020, 2021
- bronzérmes: 2022

Csapat
- aranyérmes: 2016, 2020, 2024
- ezüstérmes: 2017, 2019, 2021
- bronzérmes: 2015, 2018

## Díjai
- A II. kerület díszpolgára (2024)[5]
- A Magyar Érdemrend tisztikeresztje (2024)[6]